# Smodajny
Smodajny (deutsch Schmodehnen) ist ein Ortsteil der Stadt-und-Land-Gemeinde (Gmina) Sępopol im Nordosten des Powiats Bartoszycki in der Woiwodschaft Ermland-Masuren in Polen.

## Lage
Smodajny liegt im Nordosten Polens, ca. 3 km entfernt von der russisch-polnischen Staatsgrenze (Oblast Kaliningrad). Zur Kreisstadt Bartoszyce (deutsch Bartenstein) sind es ca. 25 km in südwestlicher Richtung. Die frühere Kreisstadt Gerdauen (russisch Schelesnodoroschny) liegt seit 1945 auf russischem Staatsgebiet, ca. 10 km entfernt in nordöstlicher Richtung.

## Geschichte
Die Ortsnamen in der Umgebung Schmodehnens geben einen Hinweis auf die Besiedlungsgeschichte: Sie sind deutschsprachig (Dietrichsdorf, Lindenau, Groß Schönau) oder prußischsprachiger Herkunft (Laggarben, Gerkiehnen, Schmodehnen). Der Ortsname Smedeyn wird auf einen prußischen Personennamen Smede zurückgeführt.
Schmodehnen wird erstmals 1371 genannt. Der Deutsche Orden als Landesherr verleiht 2 Brüdern mit prußischem Namen 4 Haken Land zu Smedeyn, erblich und zinsfrei, bei Verpflichtung zum Militärdienst mit Pferd.
Das Zinsbuch des Deutschen Ordens 1414 - 1437 führt für den Ort Smedeyn auf: 3 Freigüter, 14 Hufen Bauernland, 1 Müller, 1 Krüger. Bauernhöfe im Ordensland waren 2 Haken (10 ha) groß, Freigüter der sog. kleinen Freien 2 Hufen (33 ha). Freie waren nicht zu Dienstleistungen verpflichtet, sie konnten Höfe frei vererben oder verkaufen. Die Bauern waren zu Abgaben und beträchtlichen Arbeitsleistungen an den Landesherren verpflichtet, sie waren unfrei.
Die Freigüter Schmodehnens blieben als kölmische, d. h. freie, nicht gutsuntertänige Güter über die Jahrhunderte erhalten. Die Bauernhöfe dagegen wurden 1614 vom Landesherrn (dem Kurfürsten als Nachfolger des Deutschen Ordens) an eine Adelsfamilie auf Dauer verliehen – zinsfrei, erblich und ewig. Das Gut Grünhof wurde Bestandteil (Vorwerk) des adligen Großgutes Sillginnen.
Eine Topographie Ostpreußens von 1785 führt 2 rechtlich unterschiedliche Ortschaften auf: Adlig Schmodehnen und Cölmisch Schmodehnen.
1815 werden die kölmischen Güter Schmodehnens separiert. Die adligen Bauern werden in den folgenden Jahren aus der Abhängigkeit von ihrem Grundherrn befreit: Die Abgaben und die Arbeitsleistungen werden abgelöst durch eine einmalige Abgabe von Land oder Zahlung einer jährlichen Rente an diesen.
Schmodehnen nach Abschluss der Agrarreformen, Stand 1833: 4 Cölmische Güter, 3 Bauerngüter, 1 Guts-Vorwerk – 189 Einw. – 3644 Morgen (ca. 911 ha).
1893 entsteht die Landgemeinde Schmodehnen durch Zusammenlegung von Cölmisch Schmodehnen und Adlig Schmodehnen. Die Orte Schmodehnen, Dietrichsdorf und Woninkeim bilden das Amt Woninkeim (ab 1874; ab 1932 Amt Dietrichsdorf – unter Einschluss der Nachbargemeinde Gerkiehnen). Grünhof bleibt weiterhin ein gemeindefreier Gutsbezirk. Als 1928 in Preußen die gemeindefreien Gutsbezirke aufgelöst werden, wird Gut Grünhof Ortsteil der Gemeinde Schmodehnen.
Vor 1945 war Schmodehnen eine Gemeinde im Kreis Gerdauen, Regierungsbezirk Königsberg, Provinz Ostpreußen. Die Gemeinde gehörte zum Amt Dietrichsdorf (3 km entfernt) und zum Kirchspiel Laggarben (5 km). Der nächste Bahnhof war Schakenhof (ca. 8 km). Bis zur Kreisstadt Gerdauen waren es ca. 10 km, zur Provinzhauptstadt Königsberg ca. 80 km.
Der Kreis Gerdauen lag in der Mitte der Provinz Ostpreußen.
Seit 1945 ist Smodajny ein Ortsteil der Stadt- und Land-Gemeinde Sepopol und gehört zum Powiat Bartoszyce (Kreis Bartenstein). Die Kreisstadt liegt ca. 25 km entfernt. Der Kreis liegt in einer Grenzregion, Smodajny in einer grenznahen Randlage.

## Einwohnerentwicklung
- 1785: 27 Feuerstellen – Adl. Schmodehnen 12, Cölm. Schmodehnen 5, Vorwerk Grünhof 10
- 1833: 189 Einwohner – Adl. Schmod. 31, Cöl. Schmod. 83, Grünhof 75
- 1910: 226 Einwohner – Schmodehnen 150,  Grünhof 126[11]
- 1939: 217 Einwohner[12]

## Wirtschaft und Infrastruktur
Schmodehnen war eine ausschließlich landwirtschaftlich geprägte Gemeinde; die Bodenbeschaffenheit ist sandiger Lehm; die Bodengestalt eben bis leicht wellig. Vorherrschend waren Acker- und Grünwirtschaft mit Rindvieh- und Pferdezucht.
Zur Verbesserung der landwirtschaftlichen Erträge wurde Anfang des 20. Jahrhunderts die gesamte landwirtschaftliche Nutzfläche der Gemeinde – wie auch ein Großteil der des Kreises – systematisch drainiert (Melioration). Die Elektrifizierung erfolgte um 1925.
1939 bestand das Dorf aus drei Gütern, zwei Bauernhöfen, den Gebäuden und Grundstücken der ehemaligen Schmiede und der (Bockwind-)Mühle (beide Gewerbe wurden in den 20er Jahren aufgegeben), ein Kolonialwarengeschäft sowie eine unterschiedliche Anzahl von Insthäusern (Landarbeiterhäusern) auf den Gütern. Es gab eine einklassige Dorfschule in Grünhof.
Gutshof Grünhof (poln. Gaj): 331 ha groß, ca. 1 km von der alten Ortsmitte gelegen, früher Vorwerk des adligen Rittergutes Sillginnen. Die Bauernhöfe Schmodehnens sowie die Mühle gehörten bis zur Bauernbefreiung ebenfalls zum Gut Sillginnen. Ab 1862 war Grünhof im Besitz der Familie Sucker, die einen 48 Morgen großen Park mit botanisch wertvollem Baumbestand anlegte.
Wohnhaus und Stallungen sind überwiegend erhalten geblieben; das Gut wurde nach 1945 als Staatsgut fortgeführt; die landwirtschaftlichen Flächen Schmodehnens werden von dort aus bewirtschaftet; nach 1989 wurde das Staatsgut Privateigentum.
Gutshof Romahnshof (poln. Romaliny): 192 ha; seit 1721 im Besitz der Familie Romahn. Das Gut wurde Ende des 19. Jahrhunderts als sogenannter Abbau aus der Dorfmitte ausgelagert, die Hofanlage samt Wohnhaus neu erbaut. Das Wohnhaus ist nach 1945 erhalten geblieben, Stallungen wurden teilweise abgerissen.
Gutshof Schmodehnen: 155 ha. Das Gut kam 1689 durch Einheirat in den Besitz der Familie Erdtmann (kölmische Freie aus Plienkeim, Kreis Bartenstein); es war das Erbschulzengut des Dorfes. 1939 wurde das 250-Jahre-Jubiläum gefeiert. Das Wohnhaus ist 1945 durch Brand zerstört worden, die Stallungen in den 70er Jahren abgerissen. Von dem ursprünglichen Gutshof sind nur ein Insthaus, Reste des Stalls sowie Fundamente und Grundmauern erhalten.
2 Bauernhöfe (55 bzw. 30 ha): Sämtliche Gebäude sind nicht mehr vorhanden. Die Gebäude des Schmiede- und des Mühlengrundstückes sind nicht mehr vorhanden.
Die Mitte des Ortes wurde bis 1945 durch den Gutshof Schmodehnen sowie die kleineren Bauernhöfe und Gewerbegrundstücke gebildet. Dieser Kern existiert nicht mehr. Heute befindet sich am Ort des ehemaligen Gutshofs ein Pumpwerk der polnischen Wasserbetriebe sowie eine Bushaltestelle mit dem Namen Smodajny mit regelmäßigem Busverkehr nach Bartoszyce (Bartenstein), Gierkiny (Gerkienen) und Sępopol (Schippenbeil).
Smodajny liegt an einer undurchlässigen Grenze: Die früheren Straßen nach Norden (Landstraße nach Gerdauen bzw. Nebenstraße nach Schakenhof) enden im Niemandsland hinter Gierkiny bzw. Lipica. Seit 1945 gibt es hier und im weiten regionalem Umfeld keinen Grenzübergang, der nächste liegt ca. 45 km Luftlinie westlich entfernt (bei Bagrationovsk, dt. Pr. Eylau).

## Söhne und Töchter des Dorfes
- Gotthard Erdtmann (1902–1998), Oberstrichter, Oberstaatsanwalt in Braunschweig[14]